# Memecylon lateriflorum
Memecylon lateriflorum är en tvåhjärtbladig växtart som först beskrevs av George Don jr, och fick sitt nu gällande namn av Cornelis Eliza Bertus Bremekamp. Memecylon lateriflorum ingår i släktet Memecylon och familjen Melastomataceae. Inga underarter finns listade i Catalogue of Life.